# Pokol v Hami
Pokol v Hami velja za enega največjih zločinov nekdanjega sirskega predsednika Hafeza al Asada.
V začetku 80-ih let je bila Hama, podobno kot ostala manjša mesta v sunitskem delu Sirije, eno od središč Muslimanske bratovščine, islamistične skupine, ki je nasprotovala Asadovemu režimu, ki jo je navdihoval zlasti uspeh islamske revolucije v Iranu, z orožjem pa jo je oskrbovala turška skupina Sivi volkovi. 
Asadov režim, ki je v 70-ih in 80. letih brutalno obračunaval z nasprotniki, je sklenil obračunati tudi z Muslimansko bratovščino. 2. februarja 1982 je vojska pričela obstreljevati Hamo, ki je takrat štela okoli 350.000 prebivalcev. Posebne enote so vdrle v mesto in pričele pobijati prebivalce, še več pa so jih pognale v beg. Po navedbah Amnesty International so v hiše, kjer so se domnevno skrivali uporniki, dovajali strupen plin. Akcija, v kateri so tretjino mesta zravnali z zemljo, se je končala po 27 dnevih.
Natančni podatki o številu žrtev niso znani. Največkrat se navaja številka 20.000, lahko jih je bilo manj ali več, po nekaterih navedbah tudi vse do 40.000.
Po tem pokolu je bila Muslimanska bratovščina dokončno razbita in si ni nikoli opomogla.
Oblasti so poskrbele, da se je v sami Siriji razvedelo o pokolu kot svarilo nasprotnikom, hkrati pa so poskrbele, da bi čim manj informacij pricurljalo prek državnih meja. Zato je pokol v mednarodni javnosti skorajda neznan v primerjavi z dogodki podobnih ali celo manjših razsežnosti v Iraku, Libanonu, bivši Jugoslaviji in zasedenih palestinskih ozemljih.